# Un home d'èxit
Un home d'èxit (títol original: The Leading Man) és una pel·lícula britànica dirigida per John Duigan i estrenada l'any 1996. Ha estat doblada al català.

## Argument
Robin Grange, un actor americà, va a Londres per figurar en una nova peça dramàtica "The Hit Man". L'autor de l'obra, Felix Webb, té una relació amb la jove i bella Hilary, l'actriu principal. La seva dona Eleonor sospita que el seu marit l'enganya.

## Repartiment
- Jon Bon Jovi: Robin Grange
- Anna Galiena: Elena Webb
- Lambert Wilson: Felix Webb
- Thandie Newton: 	Hilary Rule
- Barry Humphries: Humphrey Beal
- David Warner: Tod
- Patricia Hodge: Delvene
- Diana Quick: Susan
- Harriet Walter: Liz Flett
- Tam Dean Burn: Henry
- Clara Cox: Serena
- Kevin McKidd: Ant
- Victoria Smurfit: Annabel
- Laura Austin-Little: Miranda Webb
- Danny Worters: Danny Webb
- Nicole Kidman (en el seu propi paper)

## Crítica
"Atractiva barreja de drama i intriga. Interessant"